# Cyrkuł dukielski
Cyrkuł dukielski (niem. Duklaer Kreis) – jednostka administracyjna Cesarstwa Austrii w Królestwie Galicji i Lodomerii w latach 1782–1791.

## Historia

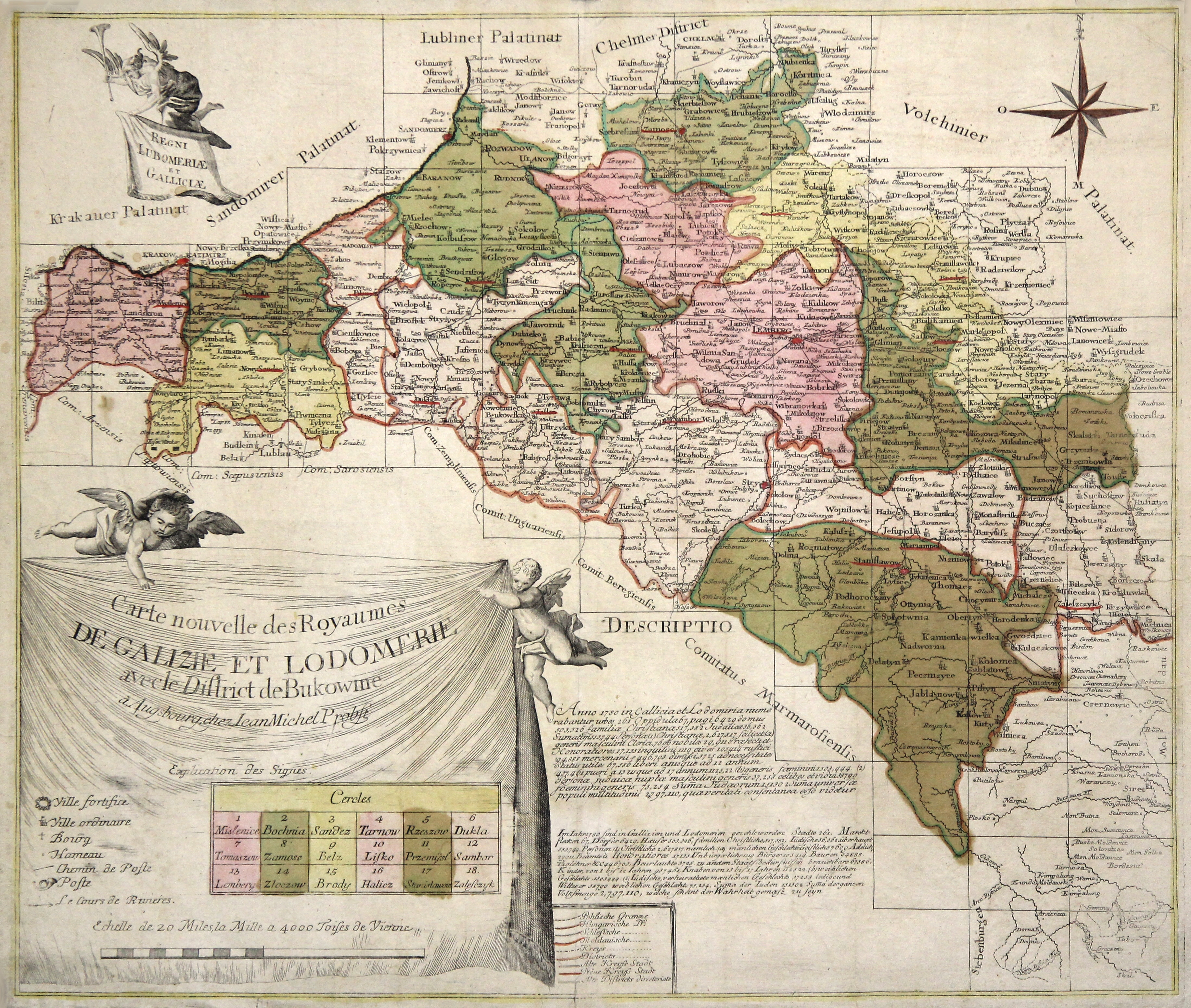
Projekt nowego podziału Galicji na cyrkuły (1780)

Cyrkuł dukielski z siedzibą w Dukli utworzono w 1782 roku na ziemiach polskich zagarniętych przez Austrię podczas I rozbioru w ramach reformy administracyjnej w Galicji.
Już 2 września 1780 kancelaria nadworna wydała dekret, w którym poinformowała gubernatora o nowych decyzjach w sprawie organizacji administracyjnej. Cesarzowa Maria Teresa Habsburg już od dłuższego czasu planowała wprowadzenie reform mających na celu dostosowanie ustroju Galicji do zasad obowiązujących w niemieckich krajach dziedzicznych. Właśnie zapadła kluczowa decyzja o przekształceniu dotychczasowych dystryktów w cyrkuły. W związku z tym polecono rozpoczęcie prac nad opracowaniem planu reorganizacji. Jednocześnie określono główne wytyczne, które miały stanowić podstawę przy tworzeniu tego planu. Szczególny nacisk położono na to, aby siedziby władz cyrkułów znajdowały się możliwie jak najbliżej ich centrum. Choć zalecano, aby obszary poszczególnych cyrkułów były w miarę równe pod względem powierzchni, nie należało traktować tej zasady zbyt rygorystycznie – w przypadku istnienia ważnych powodów możliwe były odstępstwa od równomiernego podziału. Zwrócono również uwagę, że nie powinno się bez wyraźnej potrzeby zmieniać lokalizacji siedzib władz, ponieważ wiązałoby się to z licznymi trudnościami – między innymi z koniecznością przeniesienia archiwów, które przez osiem lat znacznie się rozrosły. Na zakończenie podkreślono wagę odpowiedniego doboru kadry kierowniczej do obsadzenia nowych stanowisk.
Zgodnie z przyjętymi wytycznymi opracowano memoriał z 1 grudnia 1780, w którym przedstawiono projekt nowego podziału administracyjnego Galicji na 18 mniejszych cyrkułów na bazie dotychczasowych osiemnastu dystryktów. Jednym z nich był cyrkuł dukielski, który powstał w oparciu o dotychczasowy dystrykt Krosno (1775–1782), należący do zniesionego cyrkułu pilzneńskiego (1773–1782).
W związku z korektami granic nowych cyrkułów w 1783 roku, cyrkuł dukielski zwiększył się o południowe połacie cyrkułu tarnowskiego z rejonami Biecza, Gorlic i Uścia Ruskiego. Równocześnie  cyrkuł dukielski odstąpił: a) cyrkułowi rzeszowskiemu jego północno-wschodnią część (z rejonami Łańcuta, Tyczyna, Jawornika, Kańczugi i Przeworska), b) cyrkułowi liskiemu jego wschodnie połacie (z okolicami Brzozowa, Jasienicy, Rymanowa, Jaćmierza i Zarszyna), oraz c) cyrkułowi tarnowskimu północny fragment (w okolicach Wielopola i Siedlisk-Bogusza).
25 listopada 1783 zaznaczono też, że praktyka urzędowania i wygodniejsze położenie skłoniły rząd do zmian niektórych siedzib urzędów cyrkularnych. Jak kontynuacja tej polityki, na mocy patentu z 30 sierpnia 1791 zniesiono cyrkuł dukielski, przenosząc urząd cyrkularny z Dukli do Jasła, przez co powstał cyrkuł jasielski.